# Algeriet i olympiska vinterspelen 1992
Algeriets trupp bestod av 4 idrottare, 3 män och 1 kvinna.

## Trupp
- Alpin skidåkning
  - Nacera Boukamoum
  - Kamel Guerri
  - Mourad Guerri
  - Allaoua Latef

## Resultat

### Alpin skidåkning
- Super-G herrar
  - Mourad Guerri - 83
  - Kamel Guerri - 90

- Storslalom herrar
  - Kamel Guerri - 80
  - Mourad Guerri - 85

- Slalom herrar
  - Mourad Guerri - Körde ur
  - Allaoua Latef - Körde ur

- Super-G damer
  - Nacera Boukamoum - 48

- Storslalom damer
  - Nacera Boukamoum - 42